# Kościół św. Wojciecha w Garbowie
Kościół św. Wojciecha – drewniana świątynia w Garbowie, zbudowana w 2. poł. XVII wieku, spalona przez wycofujące się wojska rosyjskie w 1915 roku. Jej pozostałością jest murowana fasada (dobudowana w 1731 roku), wpisana do rejestru zabytków jako ruina krajobrazowa.

## Historia
Świątynię postawioną po zniszczeniu poprzedniej w czasach potopu szwedzkiego, ufundował ks. Mikołaj Sługocki. Drewniany kościół stanął na szczycie wzniesienia, w miejscu swojego poprzednika. Budowla oparta była na planie regularnego krzyża greckiego. W 1731 roku remont wraz z poważną rozbudową kościoła (w tym z budową nowej dzwonnicy) przeprowadził Daniel Kowalewski, właściciel pobliskiej wsi Ługów. Wówczas to świątynia diametralnie zmieniła swój zewnętrzny wygląd. Budowlę w 1781 roku wzmocniono nowymi podwalinami kamiennymi. Kilka lat później proboszcz Jan Odyński przedłużył nawę, którą zakończył fasadą. Wówczas to ogólny plan budowli przyjął niemal klasyczny zarys krzyża łacińskiego. W roku 1862 ponownie przeprowadzono remont, który obejmował m.in. wymianę dachów, które pokryto częściowo blachą. Po zakończeniu budowy nowego kościoła w 1912 roku, planowano remont starej świątyni. 
W pierwszych dniach sierpnia 1915 roku kościół został spalony. Dziś na „kościelisku” stoi tylko murowana fasada, fragmenty ścian nawy oraz ogrodzenia cmentarza przykościelnego. Pozostałości te są wpisane do gminnej ewidencji zabytków jako ruina krajobrazowa.

## Usytuowanie

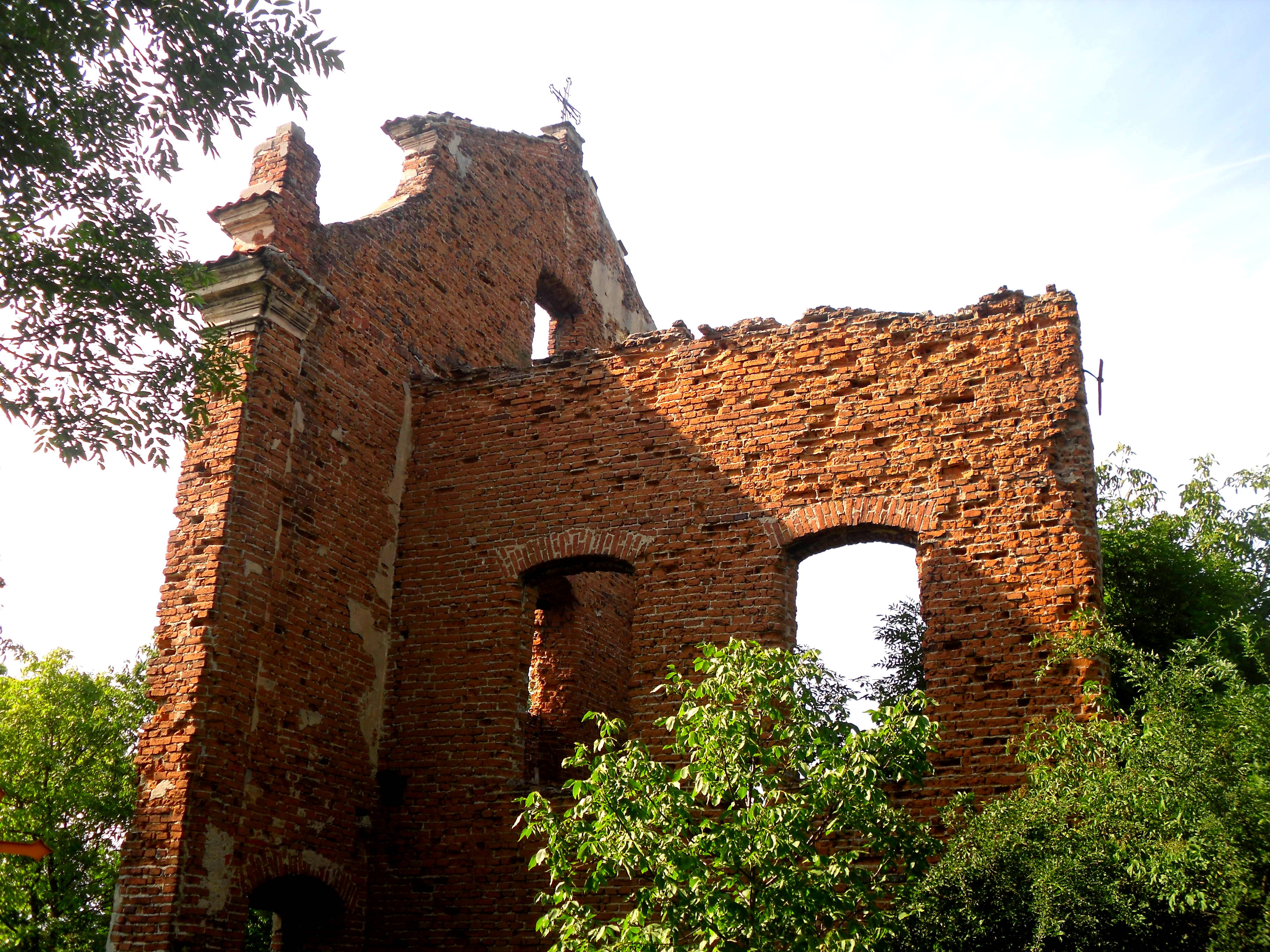
Wygląd ruin od strony południowej

Świątynia położona była w części południowej Garbowa. Wokół kościoła znajdował się cmentarz o powierzchni ok. 1 ha, otoczony drewnianym ogrodzeniem, którego fundamenty i filarki międzyprzęsłowe były murowane. W ogrodzeniu znajdowały się dwa wejścia. Jedno od wschodu, prowadzące do probostwa; drugie, główne, od strony zachodniej (murowane fragmenty zachowały się do dziś). 

## Opis wnętrza
Podłoga w kościele była drewniana, a jedynie w zakrystii kamienna. Środkowa cześć budowli nie została zmieniona pomimo wielu rozbudów, zachowując niezwykłe rozwiązanie przestrzenne wnętrza. Skrzyżowanie oparte na planie kwadratu przykryte było ośmiopołaciową kopułą z pendentywami wspartymi na czterech profilowanych filarach. W narożach wydzielono cztery niewielkie kaplice na planach prostokątów, przykryte pozornymi sklepieniami krzyżowymi. Ołtarz główny posiadał dwa obrazy odsłaniane w zależności od obrzędów liturgicznych: Przemienienia Pańskiego i Pana Jezusa konającego na krzyżu. Ambona biało malowana i częściowo pozłacana, ozdobiona była rzeźbami czterech ewangelistów.